# Paul Simon (álbum)
Paul Simon es el segundo álbum de estudio del cantante y compositor estadounidense Paul Simon. Fue lanzado el 24 de enero de 1972, a casi dos años de la separación del dúo Simon & Garfunkel, al que pertenecía el artista. 
Originalmente fue publicado por Columbia Records, y posteriormente por Warner Bros. Actualmente es publicado por Columbia Records por medio de Sony. Fue producido por el cantanutor y Roy Halee. Se lanzaron así mismo 3 sencillos para la promoción del disco, que se convirtieron en clásicos del cantanteː Mother and Child Reunion, Me and Julio Down by the Schoolyard y Duncan.
Paul Simon logró amplio reconocimiento crítico y éxito financiero con el álbum, llegando al primer lugar en Reino Unido, Japón y Noruega, y el puesto 4 en su natal Estados Unidos, en el US Billboard Pop Albums. En 1986 el disco fue certificado con platino.
El álbum es considerado como el verdadero debut como solista de Simon, dado que su primer disco no fue lanzado en Estados Unidos hasta 1981. También es considerado como uno de los mejores trabajos de su carrera como solista y uno de los mejores de la historia de la música, siendo incluido en varios listados importantes en la materia.

## Lista de canciones
Todas las canciones escritas y compuestas por Paul Simon, excepto "Hobo's Blues" coescrita por Stéphane Grappelli. 
| Cara A |                                       |          |  |
| N.º    | Título                                | Duración |  |
| 1.     | «Mother and Child Reunion»            | 3:05     |  |
| 2.     | «Duncan»                              | 4:39     |  |
| 3.     | «Everything Put Together Falls Apart» | 1:59     |  |
| 4.     | «Run That Body Down»                  | 3:52     |  |
| 5.     | «Armistice Day»                       | 3:55     |  |

| Cara B |                                       |          |  |
| N.º    | Título                                | Duración |  |
| 1.     | «Me and Julio Down by the Schoolyard» | 2:42     |  |
| 2.     | «Peace Like a River»                  | 3:20     |  |
| 3.     | «Papa Hobo»                           | 2:34     |  |
| 4.     | «Hobo's Blues»                        | 1:21     |  |
| 5.     | «Paranoia Blues»                      | 2:54     |  |
| 6.     | «Congratulations»                     | 3:42     |  |
| 34:03  |                                       |          |  |

## Personal

### Músicos
- Paul Simon: guitarra acústica, voz, percusión (10), productor, arreglista
- Hal Blaine: batería (4, 10, 11)
- Huks Brown: guitarra solista (1)
- Ron Carter: contrabajo (4)
- Russel George: bajo (6)
- Stéphane Grappelli: violín (9)
- Winston Grennan: batería (1)
- Stefan Grossman: guitarra (10)
- Jerry Hahn: guitarra eléctrica (4, 5)
- Neville Hinds: órgano (1)
- Jackie Jackson: bajo (1)
- Larry Knechtel: piano (1), piano eléctrico (3, 11), armonio (3, 8), órgano (11)
- Denzil Laing: percusión (1)
- Fred Lipsius: trompa (5)
- Los Incas: flauta, charango, percusión (2)
- Mike Mainieri: Vibráfono (4)
- Charlie McCoy: armónica (8)
- Victor Montanez: batería (7)
- Airto Moreira: percusión (5, 6)
- Joe Osborn: bajo (7, 11)
- John Schroer: trompa (5, 10)
- David Spinozza: guitarra (4, 6)
- Steven Turre: trompa (10)
- Wallace Wilson: guitarra rítmica (1)
- Cissy Houston, Von Eva Sims, Renelle Stafford y Deirdre Tuck: voces de acompañamiento (1)

### Producción e ingeniería
- Roy Halee: coproductor, ingeniero
- Leslie Kong: contratista (1)
- Bernard Estardy: ingeniero adicional (2)
- Phil Ramone: ingeniero (6)

## Listas

### Posición más alta
| Lista (1972)                   | Posición |
| ------------------------------ | -------- |
| Alemania                       | 37       |
| Australia                      | 5        |
| Canadá                         | 2        |
| España                         | 3        |
| Estados Unidos (Billboard 200) | 4        |
| Finlandia                      | 1        |
| Holanda                        | 2        |
| Italia                         | 20       |
| Japón                          | 1        |
| Noruega                        | 1        |
| Suecia                         | 1        |
| Reino Unido                    | 1        |